# Miguel Ângelo Freitas Ribeiro
Miguel Ângelo Freitas Ribeiro (ur. 26 listopada 1958 w Itaguara) – brazylijski duchowny katolicki, biskup Oliveiry od 2007.

## Życiorys
11 stycznia 1986 otrzymał święcenia kapłańskie i został inkardynowany do diecezji Oliveira. Był m.in. przewodniczącym diecezjalnej Rady Sztuki Sakralnej, rektorem niższego seminarium duchownego, redaktorem diecezjalnego pisma oraz radnym diecezjalnym ds. duszpasterskich.
17 stycznia 2001 papież Jan Paweł II mianował go biskupem diecezji Tocantinópolis. Sakry biskupiej udzielił mu 31 marca 2001 biskup Francisco Barroso Filho.
31 października 2007 papież Benedykt XVI mianował go biskupem ordynariuszem diecezji Oliveira.